# TVR 2
TVR 2 este al doilea canal al Societății Române de Televiziune. A fost înființat pe  2 mai 1968 sub numele de „Programul 2” cu acoperire doar în București. La început, acesta emitea doar joia, de pe 16 iunie 1968 și duminica, iar din 20 iulie 1968 și sâmbăta. Câțiva ani mai târziu emisia a devenit zilnică, însă aria de acoperire nu s-a dezvoltat deloc până în 1985 când canalul a fost desființat.

## Istoric
A fost înființat pe data 2 mai 1968 sub numele de „Programul 2”. La început, acesta emitea doar o zi pe săptămână, joia, dar de pe 16 iunie 1968 a început să transmită și duminica, iar din 20 iulie 1968 și sâmbăta.
Din anul 1972, ”Programul 2” începe să emită zilnic. Aria de acoperire era însă numai de 15 - 20 % din teritoriu (București, Pitești și Brașov). Din anul 1985, din ordinul cuplului dictatorial ce conducea România la acea vreme, ”Programul 2” a fost închis.
Acesta își reia emisia la începutul lunii februarie 1990. În timpul alegerilor din 20 mai 1990 emisia este din nou oprită pentru câteva zile pentru „a permite alegătorilor să urmărească cu atenție campania electorală” - după cum afirma la acea vreme conducerea TVR.
Numai după o investiție masivă în echipamente de retransmisie, TVR 2 reușește la mijlocul anilor 2000, după 35 de ani de la înființare, să acopere în fine, peste 95% teritoriul României în UIF - UHF. Pe 17 iunie 2015 însă, emisia terestră analogică a acestui canal a fost definitiv oprită și înlocuită cu emisia digitală.
În anul 2001, TVR 2 este primul dintre canalele TVR care trece la emisia non-stop de 24 de ore. Principala emisiune informativă la TVR 2 este „Ora de Știri”, un jurnal generalist difuzat zilnic la ora 18:00.
Pe lângă "Jurnalul TVR" și "Ora de știri", a apărut din 19 martie 2007 următoarea emisiune informativă: "Jurnalul Regional" de la TVR București. Jurnalul regional conține știri din actualitatea regională din Muntenia și Dobrogea. Știrile TVR București mai conțin informații din sport și meteo. Cele mai noi știri sunt susținute din municipiul București și din județele Ilfov, Dâmbovița, Giurgiu, Prahova, Buzău, Călărași, Ialomița, Tulcea, Constanta, Brăila și Teleorman.

## Cronologie
- 1968: Pe 2 mai se inaugurează „Programul 2”. La început, acesta emitea doar o zi pe săptămână, joia, pentru ca de la 16 iunie să difuzeze și duminica, iar din 20 iulie și sâmbăta.
- 1972: ”Programul 2” ajunge la un program de 6 zile din 7, cu mici excepții când se emitea și sâmbăta; aria de acoperire era însă de numai 15 - 20 % din teritoriu.
- 1976: Se cumpără primul car de reportaj în culori. Emisia continuă însă să fie alb/negru.
- 1978: Conducerea din acea perioadă a Ministerului Comunicațiilor e sesizată de nerespectarea planului de acoperire a teritoriului cu emițătoare pentru „Programul 2”. Acesta ar fi trebuit, conform planului, sa deservească peste 50% din teritoriu în acel an. S-a propus o reeșalonare a planului, cu instalări de 2 - 4 relee de mare putere pe an, astfel încât în anul 1985 acoperirea să fie de 90 %. Răspunsul a fost negativ întrucât România intrase într-o criză economică generată de rambursarea datoriilor către FMI.
- 1981: Se fac probe pentru trecerea la televiziunea color. Sunt cumpărate noi care mobile color pentru Universiada 1981 găzduită de București. Cultul personalității dictatorilor se simte din ce în ce mai mult.
- 1982: Primele efecte ale politicii "economiei de energie": de luni până vineri programul 2 suferă din cauza micșorării spațiului de emisie.
- 1983 : În timp ce "Programul 1" trece progresiv la emisia în culori, "Programul 2" (difuzat din studioul 6) rămâne în alb – negru din lipsă de bani pentru colorizare. Sporadic și numai la ocazii speciale unele programe sunt difuzate în culori. Frecvența emisiei este redusă la două zile pe saptamână: sâmbăta și duminica.
- 1985: Pe data de 20 ianuarie, "Programul 2" își întrerupe total emisia din ordinul Elenei Ceaușescu. Întreruperea va dura exact 5 ani și o lună.
- 1989: Evenimentele din decembrie aduc schimbări importante și în Televiziunea Română. Tehnicienii TVR pregătesc studioul 6 pentru redeschiderea "Programului 2".
- 1990: În 19 februarie, "Programul 2" al Televiziunii își reia emisia între orele 18.00 – 22.00, în culori.
- 1990: În preajma alegerilor din 20 mai 1990 canalul TVR 2 este oprit din nou pentru câteva zile în scopul "focalizării opiniei publice asupra primelor alegeri". Mentalitatea din acea perioadă a celor din TVR a dus la desconsiderarea acestui canal și tratearea lui ca pe un spațiu al emisiunilor de mâna a doua.
- 1992: Din acel an începe instalarea de noi emițătoare în marile orașe. Acoperirea în teritoriu rămâne însă precară. Spațiul de emisie este împarțit cu studiourile regionale din Cluj și Iași, precum și cu Televiziunea Asociativă Independentă SOTI.
- 2001: TVR 2 trece la emisia non-stop. Programul este difuzat prin satelit.
- 2004: În acel an începe un amplu program de modernizare a emițătoarelor și extindere a acoperirii teritoriului, astfel că dupa 35 de ani de la înființare TVR 2 ajunge în fine să deservească o buna parte din teritoriul României.
- 2005: Canalul 2 FIF/VHF prin care TVR 2 își difuza programele în București și primul canal al Televiziunii Române își încetează emisia. Programul continuă să fie difuzat terestru în București printr-un emițător modern pe canalul 51 UIF/UHF.
- 2006: Se dau în folosință studiourile din Centrul de Știri și Sport (10, 11 si 12) – fostul Corp Film. Se lansează emisiunea "Ora de știri", transmisă din noul studio 11.
- 2007: În ianuarie, canalele regionale ale TVR obțin licență individuală de emisie prin satelit. Ia ființă noul canal TVR București pentru regiunea Munteniei, transmis pe infrastructura programului TVR 2.
- 2008: TVR 2 continuă să piardă în mod dramatic audiența, ca de altfel, toate canalele TVR. Reperele orare ale postului sunt schimbate din temelii.
- 2008: În acest an, odată cu lansarea TVR 3, încetează partajul frecvențelor terestre cu studiourile regionale ale TVR.
- 2011: Pe 15 februarie apare pagina de Facebook TVR 2 (http://www.facebook.com/fanTVR2)
- 2013: Pe lângă „Ora de știri” emite și un „Telejurnal” de luni până vineri la ora 18:00.
- 2015: TVR 2 a trecut complet la formatul 16:9. Totul este transmis în acest format, de la emisiuni până la reclame și promo-uri.
- 2019: Pe 3 noiembrie a fost lansată o versiune High Definition (HD), împreună cu cea a lui TVR 1, care a înlocuit TVR HD.[2]

## Ponderea programelor difuzate
Ponderea programelor difuzate de TVR 2, în număr de ore și procente din totalul emisiei, repartizate pe genuri, conform clasificării EBU, pe anul 2015:
| Gen emisiune                | Ore   | %      |
| Artă și cultură             | 1.981 | 22,62% |
| Divertisment                | 246   | 2,81%  |
| Diverse (revizii, campanii) | 107   | 1,23%  |
| Educație                    | 444   | 5,07%  |
| Emisiuni pentru copii       | 82    | 0,94%  |
| Filme documentar            | 706   | 8,07%  |
| Informații, evenimente      | 422   | 4,82%  |
| Muzică                      | 473   | 5,41%  |
| Promo                       | 572   | 6,53%  |
| Publicitate                 | 559   | 6,38%  |
| Religie                     | 65    | 0,75%  |
| Sport                       | 498   | 5,69%  |
| Știință                     | 6     | 0,07%  |
| Știri                       | 549   | 6,27%  |
| Teleshopping                | 152   | 1,74%  |